# بهیر آهیر
بهیر آهیر (به انگلیسی: Bher Ahir) یک روستا در پاکستان است که در پنجاب واقع شده‌است.